# Piri piri
Il piri piri (anche conosciuto come diavolo africano) è una cultivar di peperoncino delle specie Capsicum frutescens o Capsicum annuum originaria  dell'Etiopia.
È la cultivar più piccante tra quelle non appartenenti alla specie Capsicum chinense.

## Caratteristiche
I frutti, di forma sferica o conica, corti, di colore rosso-arancio a maturazione.
La varietà coltivata in Uganda, appartenente alla specie Capsicum frutescens, ha raggiunto un valore di  175.000 SHU, mentre quella coltivata in Malawi, appartenente alla specie Capsicum annuum ha raggiunto valori compresi tra 99.579 e 112.226 SHU.

### Piri piri giallo
La cultivar detta charapita, o piri piri giallo, diffusa in Perù, appartiene invece alla specie Capsicum chinense.